# Freie Vereinigung der Amateur-Fußballvereine Österreichs
Die Freie Vereinigung der Amateur-Fußballvereine Österreichs, kurz VAFÖ, war ein österreichischer Fußballverband, der von Juli 1926 bis Oktober 1936 existierte und sich als Dachverband aller österreichischen Arbeitersportvereine sah. Sie ging direkt aus dem Österreichischen Fußball-Verband (ÖFV) hervor und unterhielt eine eigene Auswahlmannschaft, die Österreich bei internationalen Arbeitersport-Turnieren vertrat. Hierbei konnten die VAFÖ sogar den Olympia-Sieger 1931 wie den Europameister 1933 stellen.

## Geschichte
Die starke politische Zweigeteiltheit im Österreich der Ersten Republik hatte auch Auswirkungen im Fußballsport. Innerhalb des Österreichischen Fußball-Verbandes entstanden zwei verschiedene Interessensgruppen – der bürgerliche „Schutzverband“ sowie die sozialdemokratische „Freie Vereinigung“ – deren Meinungsverschiedenheiten schließlich zur Spaltung des Verbandes führten. Auslöser war unter anderem der Streit um die Frage, ob Österreich ein Team zur I. Arbeiterolympiade 1925 in Frankfurt schicken sollte. Zudem wetterte die Freie Vereinigung gegen die Tatsache, dass an der österreichischen Meisterschaft nur Profi-Vereine teilnehmen durften und setzte sich für die Einführung einer zweiten Amateur-Meisterschaft ein, die parallel hierzu ausgetragen werden sollte. Da jegliche Verhandlungen mit der Bürgerlichen Vereinigung scheiterten, konstituierte sich die „Freie Vereinigung der Arbeiter-Fußballvereine Österreichs“, wie sie mit vollem Namen hieß, am 7. März 1926 neu und änderte selbigen in „Freie Vereinigung der Amateur-Fußballvereine Österreichs“.
Am 1. Juli ging die so neu entstandene VAFÖ noch einen Schritt weiter. Man beschloss, den gemeinsamen Verband mit den Bürgerlichen zu liquidieren und trat dem Arbeiterbund für Sport und Körperkultur, kurz ASKÖ, bei. Da die VAFÖ damals die Mehrheit an Mitgliedern des Österreichischen Fußball-Verbandes stellte, war sie plötzlich der legitime Nachfolger des selbigen geworden. Die Bürgerlichen Vereine riefen nun mit dem „Allgemeinen Österreichischen Fußball-Bund“ (AÖFB) einen neuen Verband ins Leben, der allerdings der VAFÖ die bislang durch den ÖFV gewonnenen Titel sowie die Mitgliedschaft in der FIFA abkaufen musste. Die VAFÖ konzentrierte sich nun auf die Förderung des Arbeitersportes auf Amateur-Basis. Es wurde eine eigene Auswahlmannschaft gebildet, die nun Österreich – äußerst erfolgreich – bei Arbeiterturnieren vertreten konnte. Auch eigene Meisterschaften wurden ausgerichtet. Als politischer Verband fand die VAFÖ de facto ihr Ende in den politischen Ereignissen des Jahres 1934, da die meisten VAFÖ-Vereine zum ÖFB-Übertritt getrieben wurden. Dennoch wurde die Vereinigung bis 1936 fortgeführt, hatte allerdings keine Bedeutung mehr.

## Bewerbe
Die VAFÖ richtete eine eigene Meisterschaft mit mehreren Spielklassen sowie mehrere Cupbewerbe wie den Cup des 1. Mai, den Wiener Cup, den Kreiscup und den Cup des 12. November aus. Die Meisterschaft wurde anfangs etwas unregelmäßig und mit einigen Startschwierigkeiten ausgetragen, konnte sich aber spätestens ab 1930 etablieren. Höchste Liga war die VAFÖ-Liga, unter ihr bestand eine 1. Klasse Süd und Nord etc. Daneben gab es weitere Landesligen in den Bundesländern, insbesondere in Ostösterreich. Die VAFÖ-Liga wurde bis 1934 ausgetragen, wobei in der letzten Meisterschaftssaison nur die Hinrunde beendet wurde.
Vereine der VAFÖ-Liga 1933/34:
| - SC Gaswerk Wien - SC Red Star Wien - SC E-Werk Wien - SpC Rudolfshügel | - Zentralverein Wien - SC Helfort Wien - SK Neukettenhof - Phönix Schwechat | - SKV Feuerwehr Wien - FC Floridsdorf - SC Nord-Wien 1912 - ESV Ostbahn XI |

Meister der VAFÖ-Liga:
| - 1928: SC Sturm 1914 - 1929: SC Nord-Wien 1912 - 1930: SC Helfort Wien - 1931: SC Gaswerk Wien | - 1932: SC Gaswerk Wien - 1933: SC Gaswerk Wien - 1934: Phönix Schwechat |

## Auswahlmannschaft
Der Auswahlmannschaft der VAFÖ konnte sich in der kurzen Zeit ihres Bestehens den Ruf der besten Arbeiternationalmannschaft Europas erarbeiteten. Ihre erste Turnierteilnahme absolvierte die Arbeiter-Nationalmannschaft bei der II. Arbeiterolympiade 1931, die in Wien stattfand. Hierfür war eigens des Praterstadion errichtet worden, welches bis heute als österreichisches Nationalstadion dient. Die Arbeitersportler spielten sich bis ins Finale, wo sie vor 60.000 Zusehern auf das deutsche Team traf. Die Festschrift der Olympiade wusste hierüber später zu berichten:

„Vor der größten Zuschauermenge, die seit Jahren in Wien bei einem Fußballspiel zu verzeichnen war, fand im dichtgefüllten Stadion das Entscheidungsspiel zwischen Deutschland und Österreich im Fußballturnier der vierzehn Länder statt, das Österreich mit 3:2 gewann. Österreich hat über die deutsche Ländermannschaft schon Siege errungen, so schwer aber noch keinen. Deutschlands Elf bot ihren besten Kampf. An Ausdauer, Schnelligkeit, Kopfspiel und Schusskraft war sie dem österreichischen Team überlegen, und nur die größere Routine der Österreicher entschied schließlich das Spiel. In der ersten Halbzeit wurde nichts Besonderes geboten, erst später wurde der Kampf interessant und zeitweilig auch sehr schön.“

Auch in der folgenden Europameisterschaftskonkurrenz, die nach Vorbild der bürgerlichen Europameisterschaft in einem Meisterschaftsmodus abgehalten wurde, konnte Österreich weiterhin den internationalen Arbeiterfußball dominieren. Zu den Heimspielen in Wien, die auf dem Red-Star-Platz beziehungsweise dem FavAC-Platz stattfanden, kamen bis zu 12.000 Zuschauer. Österreich konnte zwar auch diese Konkurrenz als Sieger abschließen, die damalige politische Entwicklung erschwerte das Austragen der letzten Spiele jedoch erheblich, so dass die Mannschaft im Folgenden auch nicht mehr international spielen konnte.
Titelgewinne
- Olympiasieger 1931
- Europameister 1933